# Битва за Чешское радио
Би́тва за Че́шское ра́дио (чеш. Boj o Český rozhlas) — серия боёв, которые велись с 5 по 9 мая 1945 года между немецкими войсками под командованием Карла Франка и чешскими партизанами под командованием Ярослава Зарубы за контроль над штаб-квартирой Чешского радио в Праге, незаконная трансляция которого помогла спровоцировать антигитлеровское восстание в городе в последние дни Второй мировой войны.

## Предыстория

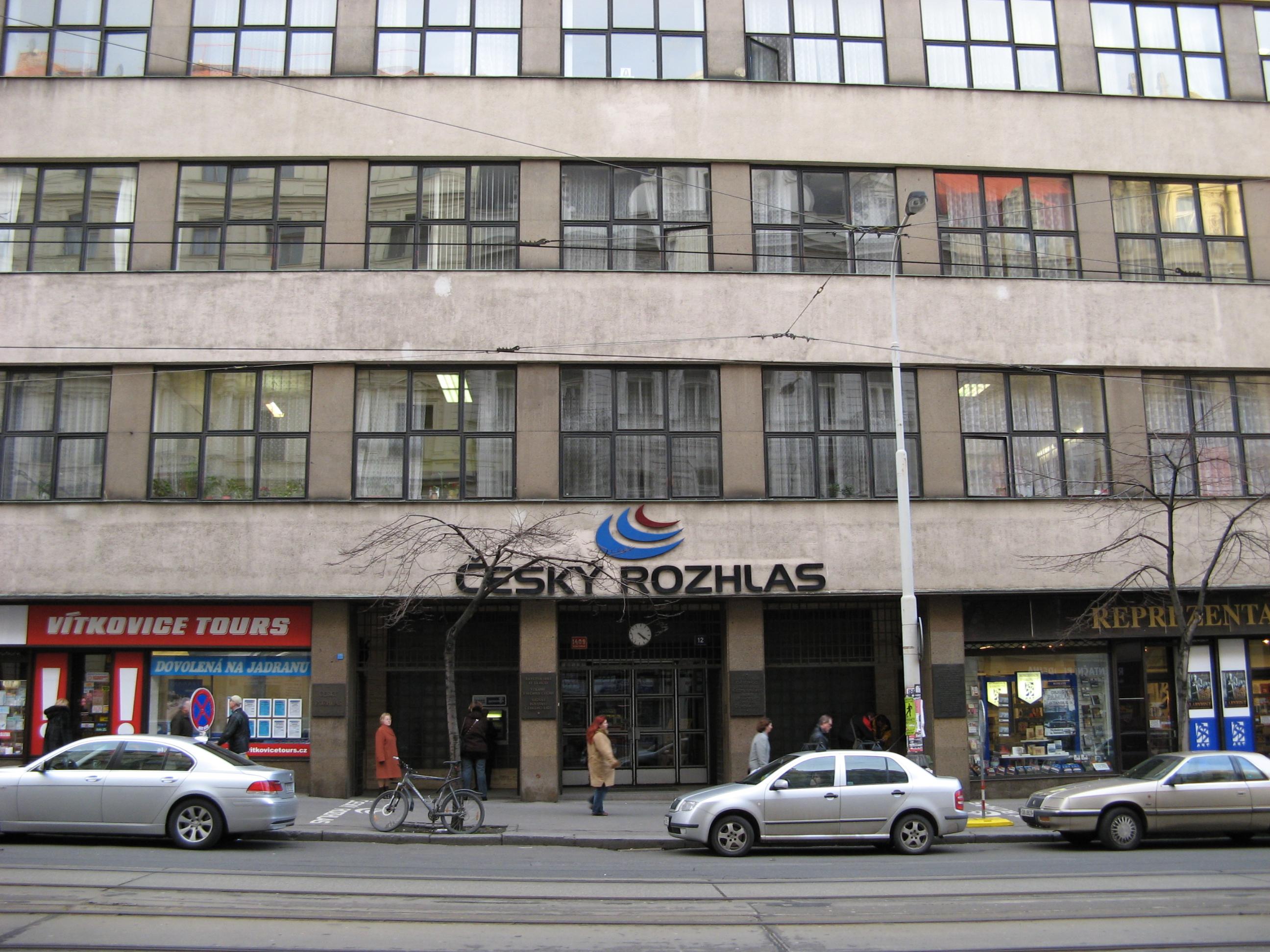
Вход в штаб-квартиру Чешского радио, Прага

Во время германской оккупации многие сотрудники довоенного персонала Чешского радио были уволены, а 14 из них были заключены в тюрьму или казнены оккупационными властями[когда?], некоторые по политическим мотивам, а другие потому, что были евреями. Нацистский режим использовал радио для распространения собственной пропаганды и постановил, что все передачи должны вестись на немецком языке, а также запретил музыку чешских композиторов. Хотя трансляции BBC, правительство в изгнании в Лондоне, и чешские коммунисты в Москве, осуществляли вещание на чешском языке, прослушивание иностранного радио могло караться смертью. В 1943 году немцы лишили миллион радиоприемников возможности коротковолнового диапазона, тем самым лишив чехов возможности слушать зарубежные передачи.
В 1945 году сотрудники радио стали планировать взять радио под свой контроль. Немцы также осознавали, что контроль над радиоволнами может иметь решающее значение в случае возможного восстания, и в начале мая усилили меры безопасности. Около 90 охранников СС были размещены внутри штаб-квартиры Чешского радио по адресу улица Виноградска, дом 12, в центре Праги, а перед входом было возведено ограждение из колючей проволоки, вход и выход которого контролировали два пулемётчика. В момент взятия радио под свой контроль, его сотрудники убрали все вывески внутри здания (чтобы охрана СС не могла в нём легко ориентироваться), и в ночь с 4 на 5 мая скрылись в радиостудии.
Во время восстания радио возглавлял профессор Отакар Матушек, бывший до войны директором радионаучных программ.

## Ход событий

### 5 мая
Утром чешские партизаны попытались спровоцировать антигитлеровское восстание в городе с помощью передачи Чешского радио. Диктор радио Зденек Манчал начал передачу легендарной фразой на смеси чешского и немецкого языков: «Сейчас всего шесть часов». Радио бросило вызов нацистской цензуре, начав вещание на чешском языке, объявляя, что Германия проиграла войну, и включило запрещённую чешскую музыку. Охранники СС пытались прервать трансляцию, но не смогли найти редакцию из-за отсутствия вывесок внутри здания.
Сразу после полудня прибыли подразделения 1-го батальона правительственной армии протектората и легковооружённой полиции. Не зная, что здание охраняют около 90 эсэсовцев, полицейские помогли другим сотрудникам радио проникнуть в здание через крыши и через боковой вход. По радиотрансляции была слышна стрельба, которая происходила внутри и вокруг здания. Нацистский флаг над зданием был сорван, а на его месте были подняты американский и чехословацкий флаги.
В 12:33 диктор радио передал призыв к чешским полицейским и простым гражданам прийти на помощь осаждённому зданию, выпустив своё знаменитое сообщение: «Призываю всех чехов! Немедленно приходите к нам на помощь! Вызываю всех чехов!». Это сообщение положило начало Пражскому восстанию.
В это время три нижних этажа здания всё ещё удерживались эсэсовцами, но вход по улице Балбинова удерживался партизанами. Ожесточённые бои внутри здания и на близлежащих улицах продолжались до конца дня. Эсэсовцы, хорошо вооружённые пулемётами и гранатами, были сбиты с толку отсутствием вывесок в здании и не знали, что чешская полиция будучи на стороне восставших уже взяла под контроль верхние этажи. Основной бой в здании разгорелся на втором этаже, партизаны и полиция несли большие потери из-за слабого вооружения (они были вооружены в основном пистолетами), но в итоге им удалось оттеснить эсэсовцев в подвал и во двор. Затем прибывшая пожарная команда затопила подвал, в 17:30 вынудив эсэсовцев сдаться.
В 19:22 по радиотрансляции пражан призвали строить баррикады, чтобы не допустить переброски немецких войск и техники в город. К утру было построено более 1600 баррикад.

### 6 мая
Немцы направили войска и бронетехнику в попытке захватить здание радиостанции, но они были отбиты чехами, которые захватили технику и оружие. Тогда немцы вызвали авиацию, поскольку погода была хорошая, и чешские партизаны не имели противовоздушной обороны. Реактивный истребитель Me-262 атаковал здание, причинив достаточный ущерб, чтобы чехи не могли его использовать для вещания до конца восстания.
Через 80 минут чешские повстанцы возобновили вещание с передатчика в Страшнице, а 7 мая они перебрались в церковь Св. Николая. Чехи переправили оборудование и проложили телефонные линии от военного штаба в мэрии до ближайшей церкви, с башни которой была продолжена трансляция. Тем временем немцы продолжали атаковать штаб-квартиру радиостанции, полагая, что чехи по-прежнему используют её для радиовещания.

### 7—8 мая

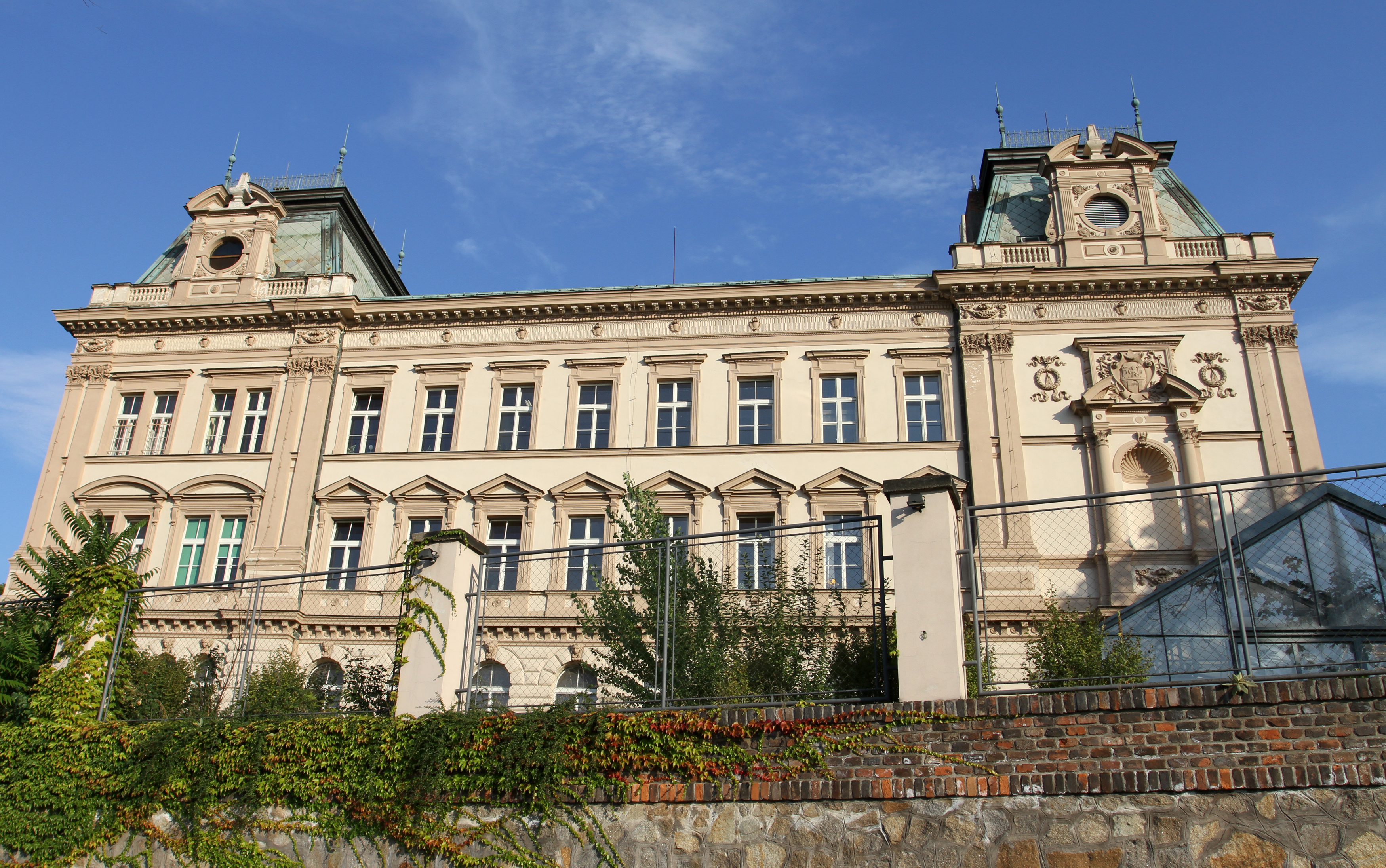
Школа на Сметанце

Более 120 эсэсовцев, забаррикадировавшихся в соседней школе на Сметанце, вели огонь по чешским партизанам, входящим и выходящим из здания радиостанции, что привело к многочисленным жертвам. У чехов не было достаточно сил, чтобы подавить их, поэтому 7 мая два сбежавших военнопленных, британский сержант Томас Воукс и шотландский рядовой Уильям Грейг, предложили выдать себя за британских десантников, чтобы потребовать капитуляции немецкого гарнизона.
Воукс и Грейг в сопровождении чешского командира Ярослава Зарубы, Вацлава Копецкого и ещё одного чеха с белым флагом заявили, что они представляют полк британских десантников, и что позиции обороняющихся немцев будут уничтожены авиаударом сил антигитлеровской коалиции. В 11:40 немцы в школе согласились на капитуляцию, передали грузовик, набитый панцерфаустами, стрелковым оружием и боеприпасами, и покинули территорию школы. Чешским повстанцам в то время как раз не хватало оружия и боеприпасов.
Бои непосредственно в самой Праге вновь усилились и инициатива боевых действий заметно перешла в пользу немцев из-за ухода Русской освободительной армии из города, которая поддержала восставших с самого начала восстания. 8 мая, за день до освобождения Праги Красной армией, место на улице Балбинова, где находился Ярослав Заруба, снова подверглось немецкому авианалёту. В результате Заруба был смертельно ранен и через два дня он скончался.
Битва за штаб-квартиру Чешского радио продолжалась до подхода советских войск в Прагу 9 мая 1945 года.

## Итоги
Помимо вдохновения и поддержки чешских повстанцев, сражавшихся в Праге и её окрестностях, также велись трансляции на немецком языке, призывающие солдат Вермахта и СС сдаться. Английский и русский языки также использовались в попытке побудить 3-ю армию Джорджа Паттона и Красную армию прийти на помощь городу. Англоязычным радиоведущим был Уильям Грейг, сбежавший шотландский военнопленный. Однако американцы к этому времени уже договорились с советским командованием остановиться в Пльзене, в 80 км к западу от Праги, и не стали продвигаться вперёд, в то время как советские войска столкнулись со значительным сопротивлением немцев к северу от Праги. Несмотря на все просьбы, авиаудары по немцам не были нанесены, а припасы восставшим не были доставлены с воздуха.
Чешское радио, вероятно, сыграло свою роль и в подстрекательстве к военным преступлениям со стороны немецкой армии против гражданского населения во время и после Пражского восстания, транслируя антинемецкие послания чешских политических лидеров.

## Память
В 1946 году была создана Ассоциация радиобойцов (чеш. Sdružení Bojovníci rozhlasu) для помощи раненым бойцам и информирования общественности об этом событии. К началу 1948 года 1102 человека доказали своё участие в этих боях и были награждены памятными медалями, хотя сюда вошли не все участвовавшие. Но в феврале 1948 года коммунистическое правительство исключило 468 имён по политическим причинам. Радио Прага по сей день пытается записать имена всех участников тех боёв и написать биографии их жизни. Эта тема вызывает постоянный общественный интерес и даже вдохновляет на реконструкции.
Позднее Чешское радио заявило, что Прага была единственным городом, свободное радио которого смогло вещать на протяжении всего восстания и битвы за город.